# Stružec
Stružec is een plaats in de gemeente Popovača in de Kroatische provincie Sisak-Moslavina. De plaats telt 795 inwoners (2001).